# アレクサンダー・フォン・クールラント
アレクサンダー・フォン・クールラント（Alexander Prinz von Kurland, 1658年10月18日 - 1686年6月28日）は、ブランデンブルク＝プロイセンの軍人。大選帝侯フリードリヒ・ヴィルヘルムの甥にあたる。「隻腕（Der Einarmige）」とあだ名された。

## 生涯
クールラント公ヤーコプ・ケトラーとその妻でブランデンブルク選帝侯ゲオルク・ヴィルヘルムの娘であるルイーゼ・シャルロッテの間の末息子として生まれた。母の実家ブランデンブルクの軍隊に仕えて陸軍大佐となり、1683年に新設されたクールラント歩兵連隊（Regiment Kurland zu Fuß）の連隊長に任命された。同連隊は後にアルトプロイセン第10歩兵連隊（Altpreußisches Infanterieregiment No. 10）として再編・改称された。連隊を率いて大トルコ戦争に従軍したが、ブダ包囲戦（Belagerung von Ofen）中の1686年4月26日に致命傷を負い、ウィーンへ移送される途中にショプロンの町を前にして死去した。27歳だった。